# Kalol
Kalol é uma cidade e um município no distrito de Gandhinagar, no estado indiano de Gujarat.

## Geografia
Kalol está localizada a 22° 36′ N, 73° 27′ L. Tem uma altitude média de 100 metros (328 pés).

## Demografia
Segundo o censo de 2001, Kalol tinha uma população de 100 021 habitantes. Os indivíduos do sexo masculino constituem 53% da população e os do sexo feminino 47%. Kalol tem uma taxa de literacia de 75%, superior à média nacional de 59,5%: a literacia no sexo masculino é de 80% e no sexo feminino é de 69%. Em Kalol, 12% da população está abaixo dos 6 anos de idade.